# Carlo Andreotti
Carlo Andreotti (* 21. Mai 1943 in Trient) ist ein italienischer Politiker, Rechtsanwalt und Journalist.

## Leben
Nach seinem Jura-Studium und der Erlangung der Zulassung als Anwalt wurde Andreotti zunächst Journalist. Er arbeitete für die Tageszeitung l’Adige und die RAI, wo er zum Abteilungsleiter aufstieg.
Im Januar 1988 wurde die Partei Partito Autonomista Trentino Tirolese gegründet. Andreotti wurde noch im selben Jahr für den PATT in den Landtag und zum Parteisekretär gewählt. Von 1994 bis 1999 war er Landeshauptmann des Trentino, von 1997 bis 1999 Vorsitzender seiner Partei, von 2002 bis 2004 stand er als Präsident der Region Trentino-Südtirol der Regionalregierung vor. Im Jahr 2003 war Andreotti Spitzenkandidat des Mitte-rechts-Bündnisses Casa delle Libertà und seiner neuen Partei Trentino Autonomista bei den Wahlen für das Amt des Landeshauptmannes und erhielt 30,7 % der Stimmen. 2008 schied er aus dem Landtag aus.